# Camponotus donisthorpei
Camponotus donisthorpei é uma espécie de inseto do gênero Camponotus, pertencente à família Formicidae.